# Ludvig Lorenz
Ludvig Valentin Lorenz (n. 18 ianuarie 1829, Elsinore — d. 9 iunie 1891) a fost fizician și matematician danez, profesor universitar la Copenhaga. 
A conferit un aspect matematic formulării electromagnetismului. A publicat (1869) legea care leagă indicele de refracție al unei substanțe de polarizabilitate, redescoperită independent (1878) de Hendrik Lorentz, cunoscută sub numele de ecuația Lorentz-Lorenz..